# Мессала (консул 280 года)
Мессала (лат. Messalla) — римский политический деятель второй половины III века.

## Биография
О Мессале практически ничего неизвестно, кроме того, что его имя упоминается в консульских фастах. Возможно, его отцом является консул 253 года Луций Валерий Клавдий Попликола Бальбин Максим. В таком случае, его полное имя, предположительно было следующее — Луций Валерий Мессала.
В 280 году он занимал должность ординарного консула вместе с Гратом. Иногда идентифицируется с Юнием Мессалой, упоминаемым в «Истории Августов».
Кристиан Сеттипани полагает, что префект Рима в 319 году Валерий Максим Басилий был его сыном.